# Kamenska
Kamenska je naselje u Republici Hrvatskoj u Požeško-slavonskoj županiji, u sastavu općine Brestovac.

## Zemljopis
Kamenska su smještena oko 18 km zapadno od Brestovca, na cesti Požega - Pakrac, na odvojku prema Voćinu.

## Stanovništvo
Prema popisu stanovništva iz 2011. godine Kamenska nije imala stanovnika.
| broj stanovnika | 19    | 46    | 62    | 106   | 46    | 78    | 23    | 35    | 18    | 33    | 76    | 65    | 47    | 40    | 1     |       | 5     |
|                 | 1857. | 1869. | 1880. | 1890. | 1900. | 1910. | 1921. | 1931. | 1948. | 1953. | 1961. | 1971. | 1981. | 1991. | 2001. | 2011. | 2021. |